# Михайлівська пустинь

## Повна назва монастиря
Іоано-Предтечева пустинь с. Михайлівка

## Стисла характеристика, приналежність до певної конфесії
Московський Патріархат, Українська Православна Церква, Харківська єпархія.

## Розташування монастиря
Михайлівський Предтечів монастир знаходився приблизно на відстані 12 км від Лебедина, на околиці с. Михайлівки на високій горі, оточеній столітніми дубами. Праворуч і ліворуч напівколом її оточували інші гори, внизу – тихоплинний Псел, луки, покриті зеленими травами.

## Історія монастиря

### Заснування

Герб Самойловичів

Іоано-Предтечева пустинь заснована гадяцьким полковником Михайлом Васильовичем Самойловичем – племінником Гетьмана України Івана Самойловича. Пустинь розбудовувалася впродовж 1680-1685 рр., одночасно із заселенням Михайлівки. Місце для будівництва обрали на південно-східному схилі мальовничого лісового урочища. Поруч – село Михайлівка, в протилежному напрямку дорога веде до Кісілівки (тепер Межиріч).
Це місце вибрали не випадково, бо колись тут жили в печері “два странника, иноки Афонские”, що підтверджується документально. Так, у межовій виписці за 1676р. про землі Ворожбянського сотника Григорія Доценка говориться: “…от леска прямо лебединскою дорогою, а с той дороги ко Пслу, где живет чернец. Следовательно в 1676 г. на месте Михайловской пустыни действительно жил уединённо
инок-пустынник”.

### Розквіт

Герб Полуботків

Бурхливою була діяльність із розбудови Михайлівської пустині за часів родини Самойловичів. Тут спорудили головний храм – Іоано-Предтечева церква, монастирські келії, огорожу, йшло подальше облаштування території монастиря. Та недовго судилося тішитися Михайлу Васильовичу діянням рук своїх. Невдовзі в боротьбі за гетьманську булаву Іван Самойлович і вся його родина, включаючи і засновника пустині, були засуджені, й після тривалих допитів у Москві їх відправили на заслання в далекий Тобольськ (тепер Тюменська область).
Після Михайла Васильовича, опікунами Михайлівського монастиря були поміщики Обідовські, Полуботки, Коробовські, які з кінця XVII – XVIII ст. по черзі володіли Михайлівкою.
У документі про розмежування земель за 1785 р. читаємо: «В хуторе Андреевском, заштатный мужской монастырь, называемый Предтечева пустынь, она состоит на содержании бригадира Александра Федоровича Коробовского. Положение имеет на косогоре и при копанном пруду, в той пустыни церковь деревянная во имя Крестителя Господня Ионна, кельи монашеские и ограда деревянная: из живущих там постриженных монахов 6, да непостриженных послушников 5 человек. За пустынею крестьян г. Коробовского 52 души мужского и 52 женского пола в 11 дворах.»
У Михайлівський монастир на храмове свято прибувало багато віруючих з різних сіл і містечок, для них завжди готувався святковий обід.
За час існування пустині в ній змінилося одинадцять ігуменів:
1. ігумен Ніфонт;
2. ігумен Іринарх;
3. ігумен Мелетій Гнедич;
4. ігумен Іона;
5. ігумен Іоаким;
6. ігумен Ніфонт;
7. ігумен Варлаам;
8. ігумен Кирило Григорович;
9. ігумен Іоасаф Роменський;
10. ігумен Тихон;
11. ігумен Варлаам.

### Занепад

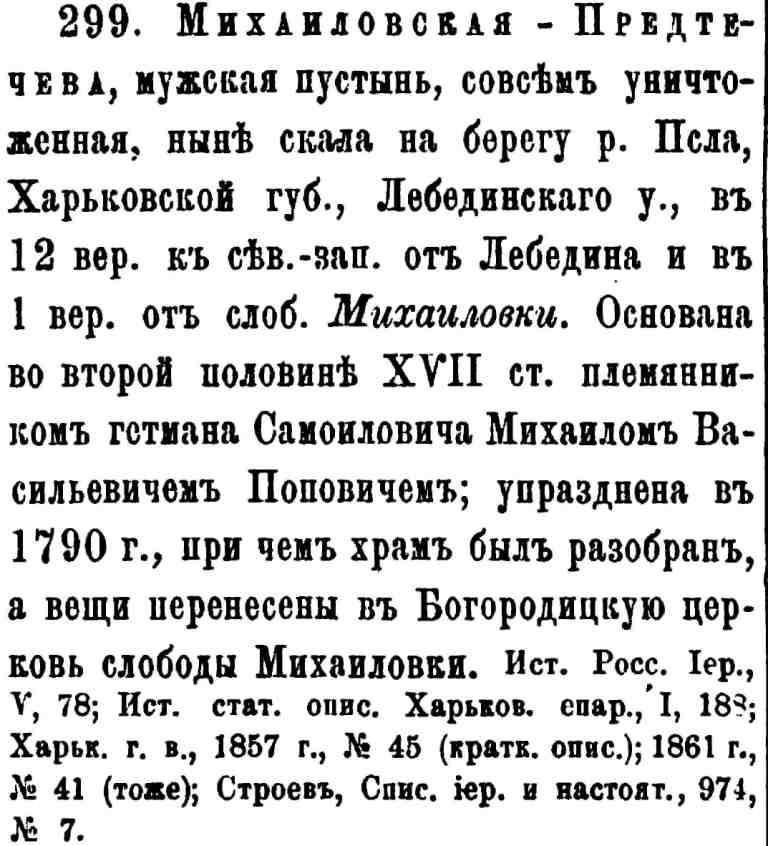
Зверинский В. В. Преобразование старых и учреждение новых монастырей с 1764-65 по 1 июля 1890 год

Трагічним для Михайлівської Іоано-Предтечевої пустині став 1790 рік: монастир назавжди зачинив свої двері. Ліквідація пустині тривала два роки. За цей час було розібрано головний Предтечевий храм, монастирські келії та господарські будівлі. Цінності: ікони, богослужбові книги, предмети ритуалу Божої служби, іконостас тощо перейшли в розпорядження михайлівської Богородицьної церкви, за виключенням двох дзвонів, які передані в Харківський Покровський монастир. Деякі з цих речей сьогодні становлять собою “золотий фонд культурної спадщини Слобожанщини”. На сьогодні збереглися царські врата та кілька ікон: “Свята Анна”, “Святий Іоаким” та “Святий Микола з житієм”. Усі вони походять із Михайлівської Іоано-Предтечевої пустині і були написані впродовж 1680-1685 рр. на замовлення Михайла Самойловича. Ці речі перебувають у постійній експозиції Національного художнього музею України в Києві.
Із справи про закриття монастиря, за 1788 рік, дізнаємося, що в пустині, крім головного Предтечевого храму, була ще церква входу Богоматері в храм з братньою трапезою і що цей трапезний храм «от господ помещиков генерал-майора и обер-коменданта Андрея Григорьевича Иваненкова и майора Ивана Миклашевскаго отдан на построение вместо погорелой в г. Лебедине Воскресенской церкви». Як відомо, пожежа в Лебедині сталася 1787 р., а 1789 р. церква вже діяла.

### Відродження
Попри те, що пустинь припинила свою діяльність, у храмові дні, як і колись, сюди сходилися прихожани. До 1918 року два рази на рік – весною на день знайдення голови Іоана Хрестителя та восени на свято Усічення голови Іоана Предтечі – до михайлівської церкви сходяться сотні людей: місцевих селян, жителів Лебедина та навколишніх сіл. До лісового урочища «Монастирщина» вирушає хресний хід – це переносять храмову ікону Іоана Предтечі на її літнє перебування в каплиці, яка ще тоді стояла на місці колишньої головної монастирської церкви. Попереду – настоятель Михайлівської Богородичної церкви з храмовою іконою, за ним священики інших церков, далі церковний зведений хор і хор графа Капніста. Замикають урочисту ходу миряни та гості. Біля каплиці священики відправляють урочисту літургію, встановлюють ікону на її місце. На галявині біля підніжжя гори відбувалася трапеза.

## Фотогалерея
| Воскресенська церква. м. Лебедин 2012 р. | Урочище "Монастирщина" |  | Урочище "Монастирщина" |